# Fundos bahá'ís
Os bahá'ís são estimulados pelos seus Escritos Sagrados a efetuarem contribuições para a Fé. A contribuição, entretanto, é estritamente confidencial, incluindo o fato de se ter ou não contribuído, bem como a quantia doada. Não são aceitas contribuições de fontes ou indivíduos não-bahá'ís e nunca é solicitado que um bahá'í específico contribua.
“Devemos ser como uma fonte que está continuamente se esvaziando de tudo o que tem e está sempre sendo preenchida por uma fonte invisível. Continuamente dar para o bem de nossos semelhantes sem se deixar atemorizar pelo medo da pobreza, e confiante na infalível generosidade da Fonte de toda riqueza e todo bem - eis o segredo do bem-viver” 
 (Shoghi Effendi, citado no Bahá’í News de setembro de 1926)
"O princípio geral de contribuição dos amigos é imutável, a saber, todos são livres de contribuírem para quaisquer fundos que desejem, e em valores que sua consciência e sentimento de sacrifício levá-los a decidir.” 
 (Em uma carta escrita em nome de Shoghi Effendi, em 25 de março de  1953)

## Cinco Fundos Permanentes
1. Fundo Internacional 

2. Fundo Continental 

3. Fundo Nacional 

4. Fundo Regional 

5. Fundo Local 

## Dois Fundos Temporários
1. Fundo de Dotações para o Centro Mundial Bahá'í (temporária, prazo determinado pela Casa Universal de Justiça) 

2. Fundo do Templo de Chile 

## Fundo Internacional
O Fundo Internacional sustenta a vasta gama de atividades promovidas pela Casa Universal de Justiça. Ele é usado, entre outros propósitos, para financiar as operações do Centro Mundo Bahá'í e da Comunidade Internacional Bahá'í em todo o mundo, ajudar várias Assembleias Espirituais Nacionais em suas atividades, programas de desenvolvimento sócio-econômico, e apoio em programas conjunto com agências de várias organizações, como as das Nações Unidas.

## Fundo Continental
O Fundo Continental apoia o trabalho de propagação e proteção do Centro Internacional de Ensino, dos Corpos Continentais de Conselheiros, dos Corpos Auxiliares e seus assistentes. A Casa Universal de Justiça escreveu: "Nem devem os crentes, individualmente ou em suas Assembleias, esquecer-se da importância vital do Fundo Continental que apoiam o trabalho das Mãos da Causa de Deus e seus Corpos Auxiliares. Esta instituição divina, tão assiduamente incentivada pelo Guardião, e que já desempenhou um papel único na história da Fé, está destinado a prestar serviços cada vez mais importantes nos anos vindouros." (De uma mensagem da Casa Universal de Justiça aos bahá'ís do Oriente e do Ocidente, 18 dezembro de 1963)

## Fundo Nacional
Este fundo apoia o trabalho da Assembleia Espiritual Nacional. Ele é usado para a proclamação, expansão e consolidação da Fé nacionalmente; sustentar as sedes e propriedades nacionais; promover atividades e garantir a proteção de crentes que estejam sendo perseguidos.
“...O Guardião recomenda à sua Assembleia que continue a alertar os crentes sobre a necessidade de suas contribuições regulares ao Fundo Nacional, independentemente de existir ou não uma emergência a ser atendida. Nada a não ser um fluxo contínuo de contribuições àquele fundo pode, em verdade, assegurar a estabilidade financeira sobre a qual muito do progresso das instituições da Fé devem agora, inevitavelmente, depender.” (Em uma carta escrita em nome de Shoghi Effendi, em 29 de julho de 1935)

## Fundo do Conselho Regional
É um ramo do Fundo Nacional cujo objetivo é apoiar as operações dos Conselhos Regionais nas atividades de ensino e administração da Causa, sendo complementado se necessário com recursos do Fundo Nacional. A Casa Universal de Justiça escreveu uma carta em 30 de Maio de 1997 que "Um Conselho Regional Bahá'í pode ser autorizado pela Assembleia Espiritual Nacional a agir como o responsável na operação de um ramo regional do Fundo Nacional bahá’í.”

## Fundo Local
O Fundo Local apoia o trabalho da Assembleia Espiritual Local e da administração dos assuntos da comunidade. A Casa Universal de Justiça escreveu:  "A participação universal dos crentes em todos os aspectos da Fé - em contribuir para o Fundo, no ensino, aprofundamento, vivendo a vida bahá'í, administrando os assuntos da comunidade, e, acima de tudo, na vida de oração e devoção a Deus - irá dotar a comunidade Bahá'í de tal força que poderá superar as forças de desintegração espiritual ... e poderá se tornar um oceano de unicidade que irá cobrir a face do planeta. " Carta datada de 29 de dezembro de 1970. 

## Fundo de Dotações
O Fundo de Dotações foi estabelecido pela Casa Universal de Justiça para cobrir as despesas anuais relativas às edificações existentes no Centro Mundial Bahá'í. Este fundo será "usado para a preservação, conservação e segurança dos edifícios e dos recintos dos Centros Espirituais e Administrativos da Fé - atividades que atualmente formam uma parte tão importante das responsabilidades do Fundo Internacional". Desta forma o Fundo Internacional será usado principalmente para apoiar o trabalho de ensino em outros países e prestar apoio as Assembleias Espirituais Nacionais que são financeiramente prejudicadas pelos efeitos adversos de guerra, conflitos econômicos, e outros desastres nacionais.

## Fundo do Templo de Chile
Fundo destinado para a construção da Casa de Adoração Bahá'í do Chile, um projeto anunciado pela Casa Universal de Justiça no Ridván de 2001 e que se encontra em processo de construção desde Novembro de 2010. A inauguração da Casa de Adoração no Chile é o primeiro Templo Bahá'í de toda a América do Sul e será o oitavo do mundo.

## Informações sobre os Fundos

### Definição de prioridades depende da Causa e das circunstâncias individuais
“A definição de prioridades depende de muitos fatores relacionados tanto à Causa como um todo, como para cada indivíduo e suas próprias circunstâncias." (Casa Universal de Justiça, Agosto de 1993)

### Interesses gerais e nacionais têm precedência sobre os locais
“Todo o trabalho da Causa deve ter continuidade; todos os fundos precisam ser apoiados, tanto diretamente pelos crentes, como também pela realização de contribuições pelas instituições Bahá'í de um fundo para outro.”
Embora a definição de prioridades para contribuir seja uma questão de julgamento pessoal, o crente certamente deve ter em mente as prioridades do trabalho da Causa como um todo. (Casa Universal de Justiça, 1993) 
"O amado Guardião explicou que os interesses gerais e nacionais da Causa têm precedência sobre os locais, assim as contribuições para fundos locais são secundárias aos respectivos fundos nacionais." (Casa Universal de Justiça, Agosto de 1985)

### A Assembleia deve educar os amigos para contribuírem diretamente para todos os Fundos
"Ao educar os amigos a se tornarem conscientes de contribuir para o fundo como um elemento fundamental da vida Bahá'í, a Assembleia deve torná-los cientes de que o crente deve contribuir diretamente para todos os fundos da Fé: internacional, continental e nacional bem como o local." (De uma carta escrita em nome da Casa Universal de Justiça a uma Assembleia Espiritual Nacional, 12 de fevereiro de 1987)